# خوفا اسبانيول
خوفا اسبانيول هو نادي كرة قدم إسباني أٌسس عام 2004. يلعب النادي في الدوري الإسباني الدرجة الثالثة.